# Topór (herb szlachecki)
Topór – polski herb szlachecki, noszący zawołanie Starza. Wzmiankowany w najstarszym zachowanym do dziś polskim herbarzu, Insignia seu clenodia Regis et Regni Poloniae, spisanym przez historyka Jana Długosza w latach 1464–1480. Topór jest jednym z 47 herbów adoptowanych przez bojarów litewskich na mocy unii horodelskiej z 1413 roku.
Herb występował głównie wśród rodzin osiadłych w ziemi krakowskiej, lubelskiej i sandomierskiej. Spośród najbardziej znanych rodów pieczętujących się herbem Topór, należy wymienić Tęczyńskich i Ossolińskich.
Topora używał też Cyprian Kamil Norwid.

## Opis herbu
Srebrny topór w czerwonym polu. Głównie znany w Małopolsce.

### Opisy historyczne
Jan Długosz (1415–1480) blazonuje herb i opisuje herbownych następująco:

Topor, seu bipennis alba in campo rubeo, ex Polonica gente et a vetusto tempore, unde et proclamationem Starscha habet, ducens genus, cuius viri facundia et industria redolent.

Co w przekładzie daje:

Topór lub halabarda biała w polu czerwonym, ród wywodzi się od polskich ludów i od pradawnych czasów, stąd i zawołanie ma Starza, gdzie ludzie elokwentni i przepełnieni energią.

Kasper Niesiecki podaje dodatkowo opis klejnotu:

Topór biały powinien być w czerwonym polu, ostrzem w lewą tarczy obrócony. Na hełmie takiż topór, tylko że ostrzem trochę nachylony ku ziemi, jakby końcem utkwiony w koronie.

### Opis współczesny
Opis skonstruowany współcześnie brzmi następująco:
Na tarczy w polu czerwonym topór srebrny o toporzysku złotym.
W klejnocie samo godło w skos.
Labry herbowe czerwone, podbite srebrem.

## Przedheraldyczny znak Toporczyków

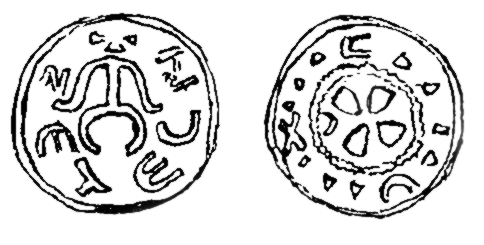
Denar Sieciecha

Ród Starżów-Toporczyków zaczął pieczętować się Toporem nie wcześniej niż w XIII wieku. Możnowładca określany przez Piekosińskiego jako protoplasta rodu – palatyn Sieciech – używał na bitych przez siebie monetach znaku kreskowego nazywanego przez Piekosińskiego stanicą runiczną. Znak ten przypomina nieco godło Odrowąża lub Ogończyka, z umieszczonym nad nim krzyżykiem kawalerskim. Piekosiński, twórca teorii o runicznym pochodzeniu najstarszych polskich herbów, pisze, że jest to przekształcenie runy wiązanej, złożonej z run tyr i madr w młodszej formie. Jego oczywista odmienność od rysunku Topora wskazuje, że herb ten nie powstał z przekształcenia znaku przedheraldycznego, ale pochodzi z innego źródła.

## Geneza

### Najwcześniejsze wzmianki
Topór jest jednym z najstarszych z polskich godeł szlacheckich. Najstarszy znany wizerunek to pieczęć Żegoty, wojewody krakowskiego z lat 1282–1285. Inne wczesne pieczęcie z Toporem pochodzą z lat: 1320 (Nawoj z Morawicy),1335 (Krzywosąd z Ostrowiec), 1348-49 (Wojciech, biskup poznański), 1352 (Andrzej, podkomorzy krakowski), 1376 (Drogomir), 1380 (Sędziwoj, wojewoda kaliski), 1387 (Drogosz z Chrobrza), 1389 (Sędziwoj z Szubina), 1397 (Jan z Tęczyna), 1413 (Jan Butrym), 1455 (Andrzej Tęczyński), 1442, 54, 66 (znak notariusza publicznego Jana z Morska).
Według Alfreda Znamierowskiego, w źródłach pisanych herb jest wzmiankowany po raz pierwszy w 1401 roku. Józef Szymański przesuwa tę datę o siedem lat w przód.
W 1359 w lasach Płoniny na Wołoszczyźnie, w klęsce poniesionej przeciwko armii mołdawskiej, chorągiew Toporczyków miała wpaść w ręce nieprzyjacielskie (według Długosza miała się ona znajdować pod pieczą rycerza Nawoja z Tęczyna).
Chorągiew z Toporem Andrzeja z Tęczyna wzięła udział w bitwie pod Grunwaldem.
Aktem unii horodelskiej herb został przeniesiony na Litwę (przyjął bojar litewski Jan Butrym z Żyrmunów, adoptował wojewoda kaliski Maciej z Wąsosza).

### Ewolucja wizerunku
Przez cały okres istnienia herbu, ustalone pozostawało ułożenie godła – w słup. Tak przedstawiały godło Topora najstarsze, XV-wieczne herbarze – Księga bractwa św. Krzysztofa, Herbarz Złotego Runa, Bergshammar i Stemmata polonica oraz Klejnoty Długosza. Takie też ułożenie powtarzali wszyscy późniejsi autorzy. Jedynymi wyjątkami od tej reguły były niektóre przedstawienia w sztuce sakralnej – na Świętym Krzyżu, na kilku chrzcielnicach z terenu Małopolski, na nagrobku Sławieńskiego we Włocławku oraz na zakrystii i kruchcie w Kraśniku przedstawiono godło w pas. Modyfikacjom podlegały też barwy godła (przy ustalonym, czerwonym polu). W Herbarzu złotego Runa ostrze jest srebrne, zaś toporzysko złote. Większość średniowiecznych przekazów rysuje jednak całe godło srebrne. Tak jest u Długosza, w Herbarzu Bergshammar i księdze brackiej.
Informacje o średniowiecznej postaci klejnotu zachowały się na pieczęci Jana Tęczyńskiego z lat 1442 i 1454. Jest nim topór w skos, jakby wbity w hełm. Nie przytaczają go herbarze Złotego Runa, Bergshammar, Stemmata polonica, ani Klejnoty. W Księdze brackiej uwieczniono klejnot, który powtarza godło z tarczy: topór srebrny zakończony złotym krzyżem i pękiem piór czerwonych i czarnych. Drugie wyobrażenie tego herbu w Księdze brackiej oddano w identycznych barwach, różnice polegają jedynie na braku złotego krzyżyka w klejnocie oraz barwach piór (srebrne, złote i czerwone).
Autorzy XVI-wieczni przyjęli kształt herbu taki jak na pieczęci Jana Tęczyńskiego. Tak czyni Paprocki w Gnieździe cnoty i Herbach rycerstwa polskiego. Autor ten zamieszcza herb w wersji pełnej, z labrami i klejnotem. Na skutek błędu rytownika w Herbach wizerunek zamieszczono jednak w lustrzanym odbiciu. Ponadto herb w takim kształcie przytaczają kontynuatorzy Długosza: Chiga, Lętowski, Kamyn i autor wersji arsenalskiej Klejnotów, a także Mikołaj Rej w Zwierzyńcu, Ambroży z Nysy i Bielski w Kronice, pozycje te nie podają jednak klejnotu. Kilka odmian w kształcie tego elementu pojawiło się w XVI wieku na epitafium S. Chroberskiego w Sandomierzu i nagrobku W. Dembińskiego w katedrze w Krakowie i Kościeleckiej w Kościelcu. Na tym pierwszym zabytku topór w klejnocie jest w pas, zaś na dwóch kolejnych klejnotem są dwa pióra strusie.
Paprocki wzmiankuje jeszcze odmiany barw pola herbu – błękitne i złote, pisząc, że właściwe, czerwone pole przysługuje Starżom, zaś odmienionych używają Kołkowie. Autor nie przytacza wizerunków tych odmian, pojawią się one w literaturze znacznie później.
W kwestii barw godła przeważa teraz złoto jako tynktura toporzyska. Srebro jako barwa tego elementu pojawia się tylko w Metryce Koronnej, datowanej na 1513. Nietypową odmianę barwną zamieszczono na miniaturze S. Samostrzelnika – godło jest tam całe złote.
Jan Aleksander Gorczyn, twórca XVII-wiecznego herbarza, podaje układ herbu standardowy, ale godło jest całe srebrne. Spowodowane jest to tym, że autor opierał się w tej kwestii na Długoszu. Wacław Potocki wprawdzie umieścił tylko rysunek godła (bez informacji o barwach), ale klejnot opisał słownie jako tautologiczny.
Pierwszy herbarz wieku XVIII, autorstwa Antoniego Swacha, będący kompilacją prac Bielskiego, Okolskiego i Jana Liwa Herbulta (1705), opisuje barwę całego topora jako srebrną, zaś pole jako błękitne, złote, lub czerwone. Natomiast najważniejszy herbarz wieku XVIII, autorstwa Niesieckiego, zamieszcza rysunek herbu w lustrzanym odbiciu.
Wizerunku Topora zabrakło u Ostrowskiego w Księdze herbowej rodów polskich, ponieważ doprowadził on pracę tylko do litery S. Zbigniew Leszczyc w Herbach szlachty polskiej podaje prawidłowy kierunek godła i klejnotu, ale daje nietypową tynkturę toporzyska – szarą. Chrząński natomiast, w swych Tablicach odmian, powiela błąd Niesieckiego. Podaje też szereg niepublikowanych wcześniej odmian, nieskojarzonych z żadnymi nazwiskami, z barwami pola – błękitną, złotą oraz jedną z klejnotem na opak, w skos. Leszczyc podaje oprócz tego nietypowe labry – czarne, podbite szarym. W lustrzanym odbiciu herb podaje też Emilian Szeliga-Żernicki w Die polnischen Stammwappen (1904).
Opracowania współczesne, jak Herbarz polski od średniowiecza do XX wieku Tadeusza Gajla i Herbarz rodowy Alfreda Znamierowskiego, wobec rozbieżności w historycznych przekazach, przyjmują jako podstawowy kształt herbu z pieczęci Jana Tęczyńskiego oraz z Gniazda cnoty Paprockiego. Tadeusz Gajl jednak zamieszcza odmiany barw i klejnotu z Chrząńskiego, z przywróconymi prawidłowymi kierunkami, powołując się na maszynopis uzupełnień do Księgi herbowej rodów polskich z 1983 roku.

### Legenda herbowa
Bartosz Paprocki podaje taką oto opowieść o legendarnym początku herbu:

Jadąc w łowy, Lech Czwarty zabłądził z przygody,
Trafił potym do młyna nie na pewne gody:
Nie słuchał gospodarza, gdy sieść za stół kazał,
Za co mu się i srogim i przykrym pokazał,
Trąciwszy go za szyję rzekł: słuchaj starszego,
Tego potym nauczysz u siebie drugiego:
Siadł on zacny Monarcha, a iż dał przyczynę,
Począł żartem omawiać one swoje winę,
Młynarz pana nie znając, dość hojnie częstował,
Nazajutrz odprowadził, ktemu udarował.
Prosił też na cześć Leszek młynarza onego,
Myślił jakby mu oddać one srogość jego,
Ale młynarz dowcipny był na to ostrożny,
Wszytko z trzaskiem uczynił, co kazał pan możny,
Widząc baczny monarcha w nim roztropność wielką,
I uczciwą przezpieczność, także godność wszelką,
Uczynił swym rycerzem, hojnie udarował,
I tym herbem z potomki wiecznie pieczętował.

Paprocki przypisuje zatem wszystkim Toporczykom pochodzenie od prostego młynarza. Interpretację tego podania podali Marek Cetwiński i Marek Derwich w książce herby, legendy, dawne mity:

Jeżeli młyn był modelem Kosmosu to młynarz najwyższym bóstwem, udzielającym schronienia i pouczenia zabłąkanemu na łowach Lechowi IV.

Interpretacja ta wpisuje się w przedstawioną przez autorów ideę, zgodnie z którą polskie legendy herbowe mają źródło w słowiańskich mitach. Ten konkretny mit został zaliczony przez autorów do grupy mitów opowiadających o niebiańskim twórcy kultury.

### Etymologia
Józef Szymański zgadza się z opinią Brücknera wyrażoną w Dziejach kultury i Encyklopedii..., że nazwa Topór (pisana też jako Topor) jest obrazowa. Podobnie Bipenium (Bipenna, Bipennis) które jest tłumaczeniem nazwy na łacinę. Wścieklica (pisane z łacińska Wszczyclicze) i Starża (Starza) to nazwy imionowe, mające odniesienie w nazwie osobowej. Dziadulewicz twierdzi, że Wścieklica była pierwotnie nazwą innego herbu – dzielonego w słup, z prawej Gryf, z lewej Topór. Natomiast Starza pochodzi być może od starza – stary. Opinię tę przytacza Szymański za Słownikiem języka polskiego Lindego. Podaje też teorię Brücknera ze Słownika etymologicznego i Encyklopedii... jakoby starża wywodziło się od sterg – straż, oznaczających w średniowieczu alarm. Jednakże zasada utraty dźwięczności spółgłosek (Ż>G) wyraźnie wskazuje, że straż jest słowem starszym od słowa sterg. Zatem albo obydwa słowa pochodzą z języka starszego, prasłowiańskiego, albo to słowo sterg ewoluowało ze słowiańskiego słowa straż/strzeż. Trzecia koncepcja przytaczana przez Szymańskiego pochodzi od Moszyńskiego, który w opracowaniu Staropolskie nazwy odimperatywne stwierdził, że Starża to proklamacja adhortatywna.
Określenie Toporczykowie jako nazwa własna rodu pojawiło się nie wcześniej niż w XIV wieku – jest więc młodsze od herbu. Wcześniej ród Toporczyków określał się jako wspólnota Sieciechowych potomków (określenie to pojawiło się w dokumencie z 1320 roku). Miano Topór, w odniesieniu do rodu, pojawiło się dopiero w dokumencie Kazimierza Wielkiego z 1366.

## Herbowni

### Lista Tadeusza Gajla
Lista herbownych w artykule sporządzona została na podstawie wiarygodnych źródeł, zwłaszcza klasycznych i współczesnych herbarzy. Należy jednak zwrócić uwagę na częste zjawisko przypisywania rodom szlacheckim niewłaściwych herbów, szczególnie nasilone w czasie legitymacji szlachectwa przed zaborczymi heroldiami, co zostało następnie utrwalone w wydawanych kolejno herbarzach. Identyczność nazwiska nie musi oznaczać przynależności do danego rodu herbowego. Przynależność taką mogą bezspornie ustalić wyłącznie badania genealogiczne.
Pełna lista herbownych nie jest dziś możliwa do odtworzenia, także ze względu na zniszczenie i zaginięcie wielu akt i dokumentów w czasie II wojny światowej (m.in. w czasie powstania warszawskiego w 1944 spłonęło ponad 90% zasobu Archiwum Głównego w Warszawie, gdzie przechowywana była większość dokumentów staropolskich). Lista nazwisk znajdująca się w artykule pochodzi z Herbarza polskiego, Tadeusza Gajla (637 nazwisk). Występowanie na liście nazwiska nie musi oznaczać, że konkretna rodzina pieczętowała się herbem Topór. Często te same nazwiska są własnością wielu rodzin reprezentujących wszystkie stany dawnej Rzeczypospolitej, tj. chłopów, mieszczan, szlachtę. Jest to jednakże dotychczas najpełniejsza lista herbownych, uzupełniana ciągle przez autora przy kolejnych wydaniach Herbarza. Tadeusz Gajl wymienia następujące nazwiska uprawnionych do używania herbu Topór:
|  | Abakiewicz, Aleksandrowski, Andulski, Aszkiełowicz. Bachmiński, Balicki, Bałchacki, Baratyński, Barluniński, Bąkiewicz, Bełchacki, Bełechacki, Bendkowski, Bętkowski, Białośliwski, Białowiejski, Bielecki, Bielicki, Biesicki, Biesiecki, Biesiekierski, Biesierski, Bije, Birkowski, Biskowski, Bogdanowicz, Bogucki, Boguski, Boguskowski, Bogusz, Bokiewicz, Boksa, Boksza, Bokszański, Boniatowski, Boratyński, Borkowski, Borsuk, Broniewski, Broniowski, Bruniewski, Bruniowski, Brzeski, Brzezieński, Brzeziński, Brzozowski, Budgin, Budrewicz, Budrym, Butrym, Butrymowicz, Butrymowski, Byczkowski, Bykowski. Caliński, Charmęski, Charmieski, Chłusewicz, Chłusiewicz, Chocieszewski, Chociszewski, Chociszowski, Chroberski, Chrycewicz, Chrystowski, Chrzelowski, Cielużyński, Cierznicki, Ciesielski, Cikowski, Czaplicki, Czayański, Czelużyński, Czerśnicki, Czerżnicki, Cześnicki, Częstuniewski, Czodliński, Czyżewski, Czyżowski. Damaborski, Danaborski, Dąbrowski, Decius, Deciusz, Dimski, Długoborski, Dragatt, Drąsejko, Dronsejko, Dukielski, Dulowski, Dusejko, Dusieyko, Dycz, Dyminicz, Dymski, Dzianajewicz, Dzienajewicz, Dzierkowski, Dzierzbicki, Dzierzkowski, Dzierżbicki, Dzierżkowski, Dziewczopolski, Dziwulski. Faranowski, Farnowski, Felczyński, Fergis. Gajnowski, Garlicki, Gaufman, Giegocki, Giergielewicz, Giżelewski, Golanczewski, Gołkowski, Goryniecki, Gorzeński, Gorzkowski, Gotart, Goźlicki, Górecki, Grabowski, Gramatski, Grillewicz, Grocholski, Grochowiecki, Grodzicki, Grudziński, Grycewicz, Grylewski, Grzegorzewski, Grzegorzowski, Gutowski. Halko, Hałko, Hauffmann, Hinek, Hinko, Hoffman, Houfman, Hrycewicz, Hynek. Ibiański. Jabłoński, Jabłowski, Jachimowski, Jachnowicz, Jackiewicz, Jagintowicz, Jakubiński, Jakubowicz, Jakubowski, Jakubski, Jakutowicz, Janikowicz, Janiszewski, Jankiewicz, Jankowski, Janowski, Jaranowski, Jarantowski, Jarnowski, Jaronowski, Jaroński, Jasieński, Jasiński, Jesiński, Jewłaszewski, Jezierski, Jukubowski, Jurczycki. Kaleński, Kalinowski, Kaliński, Kamedulski, Kamieński, Kamiński, Kaniszewski, Kapliński, Kapustyński, Kardamowicz, Kempski, Kępski, Kibort, Kieński, Kiergielewicz, Kierglewicz, Kisielnicki, Kleszczowski, Klikowicz, Klimontowski, Klimuntowski, Kloński, Kluński, Kłobuczyński, Kłoński, Kłuński, Kniepowicz, Knopf, Koczarski, Koczorski, Koiszewski, Koiszowski, Kojrowicz, Kolczewski, Kolesiński, Kolęcki, Kolibski, Kolszewski, Kołczek, Konarski, Kondrat, Kopytyński, Kornacki, Kornecki, Korycieński, Koryciński, Korzenicki, Korzeniecki, Kosielski, Kownacki, Kozielski, Krakowczyk, Krasieński, Krasnopolski, Krasznicki, Kraśnica, Krężnicki, Królewiecki, Krupowicz, Krupowies, Krynicki, Krzetowski, Krzętowski, Krzucki, Krzyski, Krzywczycki, Krzywczyński, Krzywosąd, Krzywozycki, Księski, Kuliński, Kułak, Kunaszewski, Kunaszowski, Kunat, Kunato, Kunejko, Kuneyko, Kunowski, Kunszewski, Kurowski, Kurzewski. Lacza, Laskowiecki, Laskownicki, Laskowski, Lgocki, Ligęza, Lipnicki, Lowinicki, Lownicki. Łabiszyński, Łabyszcki, Łabyszczki, Łącki, Łekieński, Łękawski, Łobżenicki, Łobżeński, Łotoczek, Łotoczko, Łowieniecki, Łukowski. Maciejewski, Maciejowski, Malc, Małomiącki, Małoniecki, Małżyński, Manasterski, Manastyrski, Marcinkowski, Marcinowski, Marciszewski, Margiewicz, Martyszewski, Masłomiącki, Masłomięcki, Masłowski, Matuszewski, Matuszowski, Matyszewski, Melsztyński, Miastowski, Miedzwiecki, Miedzwiedzki, Miedzychowski, Miedźwiecki, Miedźwiedzki, Międzygórski, Milkowicz, Miniszewski, Miniszowski, Misiewicz, Missiewicz, Młodziejewski, Młodziejowski, Młodzowski, Modliszewski, Mołochowiec, Montułt, Morawicki, Morawiński, Morski, Mosiej, Mosiewicz, Moszgawski, Moszyński, Mozgawski. Narbut, Narbutt, Narutowicz, Naschian, Nasion, Nasyan, Naszyon, Nawoj, Nawoy, Nekanda, Nekanda-Trepka, Neorza, Nieborski, Niedroski, Niedrowski, Niedzielski, Niedźwiecki, Niedźwiedzki, Niekrasz, Niekraszewicz, Niekraś, Niemira, Niemirowicz, Niemiryc, Niemirycz, Niemirzyc, Nierwid, Nieznański, Norwid, Nos, Nosewicz, Nosowicz, Nossewicz. Obakiewicz, Obidziński, Obiedziński, Obodyński, Obodzieński, Obodziński, Oborzyński, Obricht, Obrycht, Obydziński, Ochabowicz, Oczechowski, Odalkowski, Odolikowski, Odolkowski, Okołow, Okołowicz, Okołów, Okulicz, Olbrich, Olbricht, Oryński, Orzechowski, Osaliński, Osoliński, Ossoliński, Ostrowicki, Ostrowidzki, Ostrowiecki, Ostrowski, Ostrzyński, Otrowski, Otta, Owca. Pacyński, Paczołtowski, Paczyński, Padlewicz, Pałuka, Panigrodzki, Patrycki, Patrzycki, Pełka, Pemperski, Pernaszewicz, Pianowski, Piekarski, Pielecki, Pierszycki, Pietkiewicz, Pijanowski, Pilcicki, Pilczycki, Pilecki, Piotrkowski, Pisarzewski, Plaga, Plagga, Plaska, Plaskowski, Pląskowski, Plechowski, Pleszewski, Pleszowski, Płajski, Płaska, Płaski, Płaskowski, Płaza, Płocki, Płotnicki, Poborski, Poburski, Połnos, Prusinowski, Przespolewski, Przybytniowski. Rabsztyński, Raczyński, Radliński, Rajterowski, Rakowiecki, Rakowski, Rapczyński, Rapsztyński, Rąbczyński, Rąmbczyński, Regulski, Repnik, Robaczyński, Rogulski, Rokowski, Rosławowicz, Rosperski, Rospierski, Roth, Rucki, Rykowski, Rykrski, Ryszkowski, Rytarowski, Ryterski, Rzancki, Rzeczkowski, Rzepliński, Rzeszowski. Safarewicz, Sarna, Sarnowski, Schaaf, Sczawiński, Sieciech, Sieciechowski, Siekierzecki, Siekierzycki, Sinicki, Skąpski, Skidziński, Skirgajło, Skorobohaty, Skrodzki, Skrzelowski, Skrzetuski, Skwarczyński, Sladowski, Sleżowski, Sławianowski, Sławiec, Sławnik, Słupowski, Słupski, Smogulecki, Smoszewski, Smoszowski, Smuszewski, Sokołowski, Solajski, Sośnicki, Sośniecki, Staręski, Starołęski, Starski, Starzeński, Starzewski, Starzon, Starzyski, Starża, Starżon, Stobiecki, Straszkiewicz, Straszkowski, Strażoń, Strzetuski, Subiński, Sulisławski, Supiński, Surgewski, Suszczewicz, Szabecki, Szalowski, Szałacki, Szałajski, Szarbski, Szarna, Szarniewski, Szczawiński, Szczerbiński, Szewczycki, Szołajski, Szotajski, Szylański, Szyłański, Szymanowski. Śladowski, Ślezanowski, Ślezański. Tarło, Tarnawiecki, Tarnowiecki, Tarnowski, Tarulewicz, Tenczyn, Tenczyński, Terlieczki, Tęczyna-Marcinkowski, Tęczyński, Tilkowski, Tochołowski, Tomiszewski, Toniszewski, Toporski, Towgin, Towginowicz, Towtko, Towtkowicz, Trambczyński, Trąbczyński, Trąmbczyński, Trąpczyński, Trelęski, Trepka, Trlęski, Trojan, Trylski, Trzciński, Tuchołowski, Tułkowicz, Tułkowiecki, Tułkowski, Tuskiewicz, Twierbutt, Twirbut, Tylkowski, Tynkhaus. Uniewski, Uzłowski. Wahl, Waldowski, Walentynowicz, Wałdowski, Wąsowski, Werbusz, Więckiewicz, Więckowicz, Wilamowski, Wilcki, Wilkowicki, Wilkowiecki, Witort, Wiziński, Włosto, Włostowski, Włościborski, Włościbowski, Wojnowski, Wolski, Wrona, Wroniewski, Wronowski, Wrzebski, Wrzępski, Wrzosowski, Wścieklica. Zabieła, Zabiełło, Zabuski, Zagorzański, Zajączkowski, Zaklicki, Zaklika, Zakliko, Zakrzewski, Zaleski, Zalęski, Zaliwaka, Zaliwako, Załuski, Zawisza, Zbyluta, Zbyszewski, Zemła, Zemło, Zęczyn, Zieniuch, Złotek, Złotkowski, Złyński, Zmorski, Zręcki, Zrzęcki, Zula, Zwierowicz, Zwierz, Zwierzański, Zwierzyński, Zwirewicz, Zwirzewicz, Zwolski. Żebrowski, Żegota, Żelski, Żołtański. Tadeusz Gajl, Herbarz Polski |

Niektóre z wymienionych rodzin herbownych weszły do rodu Toporczyków drogą adopcji herbowej. Pierwszą taką adopcją była ta z 1413 dla bojara litewskiego Jana Butryma. Butrymowie, zwani też Budrymami, Butrymowiczami i Butrymowskimi mieli dać ponadto początek rodzinie Niemiryczów (Niemiryców, Niemirzyców, Niemirowiczów). Nazwisko to ma się wywodzić od przezwiska Niemir Jakubowicza Butryma, który na wezwania Rosjan o przerwanie walki w czasie potyczki pod Smoleńskiem: mir, mir, miał odkrzyknąć nie mir, nie mir. Końcówki typu -icz, -ic dodawali członkowie obu rodów na podobieństwo ruskiego otczestwa.
W przypadku późniejszych adopcji część dopuszczonych do Topora otrzymała herby odmienione, ale niektórzy przyjęli herb bez żadnych zmian. Grono herbownych poszerzył w 1513 Maciej z Krainy, przypuszczony do herbu przez Andrzeja z Tęczyna oraz Stanisława z Chrobrza. Maciej uzyskał szlachectwo osobiste. Dwa lata później, w 1515, członkiem rodu herbowego został Baltazar Płaski. Franciszek Roth zasilił szeregi Toporczyków w 1518, po adopcji przez Jana Tęczyńskiego. Stanisław Jakubowski został adoptowany przez Mikołaja Płazę. Jaczek Terlecki (Terlieczki) został w 1551 adoptowany do Topora przez Gabriela i Mikołaja Tarłów. Jan Rogulski, mieszczanin z Bydgoszczy, został w 1569 przypuszczony do herbu przez Mikołaja Jastrzembskiego. W tym samym roku Gabriel Tarło adoptował jeszcze Jana, Annę, Jana Pawła, Magdalenę Eufrozynę i Justynę Wahl z Wrocławia. Semen Zabuski adoptowany przez Jerzego Ossolińskiego, uzyskał szlachectwo w 1650.
Niektóre nazwiska Toporczyków są pochodzenia tatarskiego. Serwis Tatarzy Polscy podaje, że rodziny: Dzienajewicz, Jakubowski, Jezierski i Krynicki miały tatarską proweniencję. Stanisław Dziadulewicz wymienia dodatkowo rodziny Abakiewicz (Obakiewicz), Grocholski, Kułak (z odmianą). Według niego Dzienajewiczowie mieli być gałęzią książąt nogajskich Bazarów. Z kolei Grocholscy na Wołyniu używający herbu Topór (a także herbów Abdank i Nałęcz) mieli go porzucić na rzecz Syrokomli (z powodu podobieństwa nazwisk z Syrokomlami z Grabowa Grocholskimi). Kryniccy mieli być wylegitymowani z herbem Topór w 1857 (ich przodek ordyniec Hrań miał otrzymać w połowie XV wieku jako nadanie wieś Krynicę Wiewierską w powiecie mińskim). W przypadku Jakubowskich Dziadulewicz ustalił precyzyjnie, że ich nazwisko pochodzi od otrzymanego w 1511 przez ich protoplastę majątku Jakubowszczyzna. Ponadto, serwis Tatarzy Polscy wymienia jedno nazwisko, które nie pojawiło się u Gajla i Dziadulewicza – Safarewicz. Nazwisko to potwierdza Stanisław Dumin.
Obdarzani szlachectwem często otrzymywali odmianę godła lub klejnotu, co prowadziło do powstania nowego herbu.
Wawrzyniec z Kazimierza otrzymał w 1559 herb Topór z odmienioną tynkturą rękojeści i klejnotem.
Ludwik Decjusz został w 1531 roku adoptowany do herbu przez Tęczyńskich. Na potrzeby nobilitacji zastąpili tarczę sercową swego herbu cesarskiego tarczą z herbem rodowym Decjusza, czego efektem był herb własny Deciusz. Na liście herbownych Tadeusza Gajla występują nazwiska Decius, Deciusz i Dycz (oboczność według Ostrowskiego), co wskazuje, że w niektórych opracowaniach pomijano odmianę w oryginalnym herbie Deciusz. Topór bez odmiany wiąże z nazwiskiem Decius np. Piotr Nałęcz-Małachowski.
Podobna sytuacja występuje w przypadku nazwiska Jakubowski. Sebastian Jakubowski otrzymał w roku 1790 herb Topór z odmianą (Jakubowski – odmiana Topora II). Wcześniej, w 1764, herb Topór z inną odmianą (Jakubowski – odmiana Topora I) otrzymali inni Jakubowscy – Michał, Kazimierz i Felicjan. Również i w tym przypadku, nazwisko Jakubowski Tadeusz Gajl przypisuje nie tylko herbom własnym, ale i Toporowi. Faktycznie, również i tutaj Topora bez odmiany przypisuje Jakubowskim Nałęcz-Małachowski i Teodor Jeske-Choiński. Od tego drugiego dowiadujemy się dodatkowo, że nobilitowani Jakubowscy byli neofitami.
Podstawową gałęzią rodową Jakubowskich herbu Topór jest linia rozpoczynająca się od Jana Nasiana de Ostrowce, opisywanego w innych źródłach jako Jan z Ostrowiec de Jakubowice, a więc pana na Jakubowicach i Ostrowcach. Jest to linia typowo polska z gniazdem rodowym w Jakubowicach w Małopolsce. Wymieniony tutaj baron Jakubowski w nobilitacji dworu austriackiego i pruskiego nosi przydomek z Jakubowic.
Na zasadach podobnych jak herb Decius, stworzono też herb Strobicz dla Macieja Strobicza, adoptowanego przez Jana z Tęczyna. Jego herb rodowy połączono z herbem cesarskim Tęczyńskich.

### Kwestia herbu Tarłów

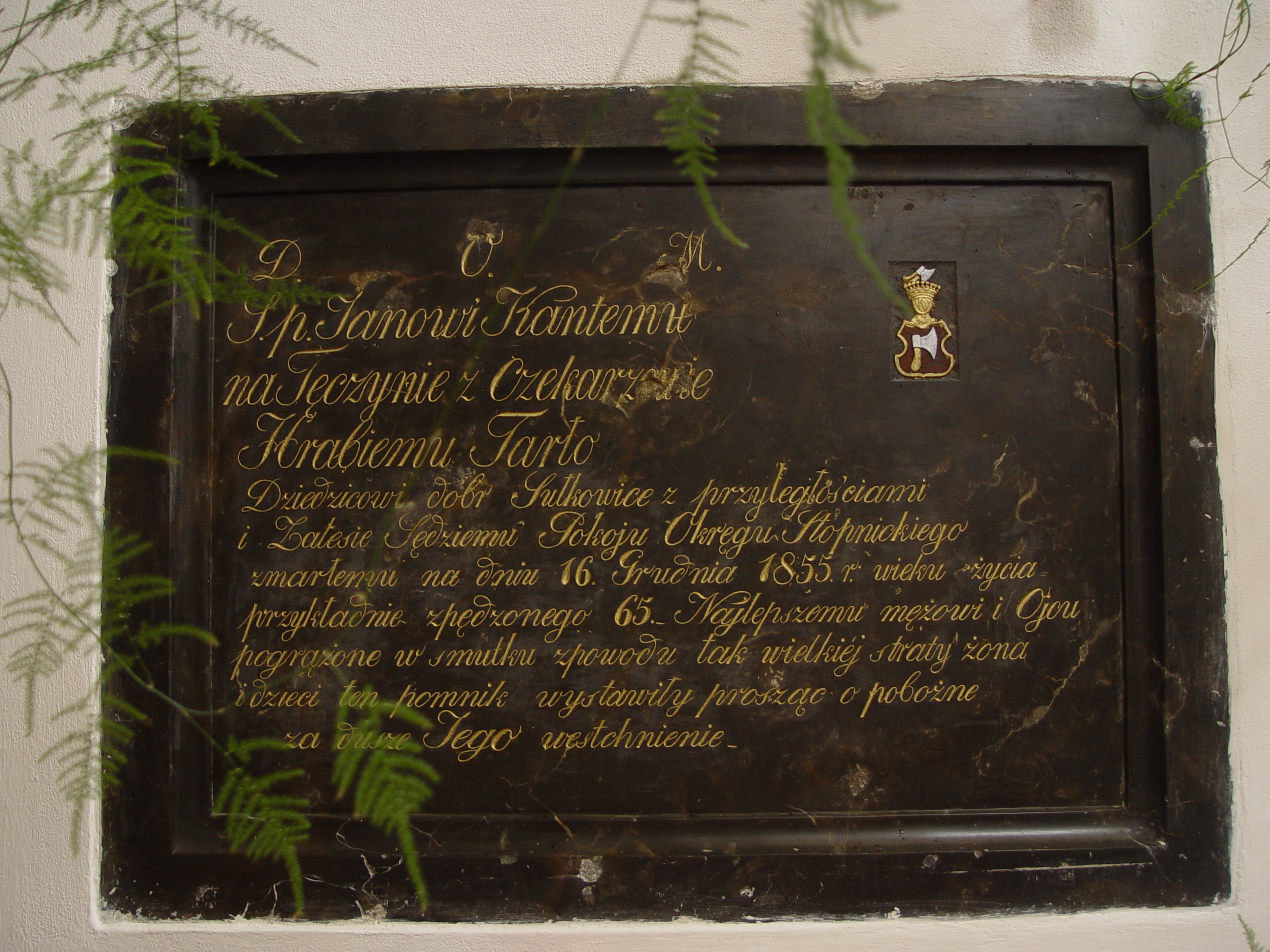
Epitafium Jana Kantego Tarły, z herbem Topór

Tadeusz Gajl, opierając się na Tablicach odmian herbowych Chrząńskiego, przypisał w swoim Herbarzu polskim rodzinie Tarłów herb własny, będący odmianą Topora. Jest to błąd, powielany m.in. przez Alfreda Znamierowskiego. Herb opisywany przez Chrząńskiego jako odmiana Tarłów otrzymał w rzeczywistości wzmiankowany wcześniej Wawrzyniec z Kazimierza, zaś Tarłowie posługiwali się podstawową wersją Topora, co potwierdzają źródła piśmiennicze i ikonograficzne, takie jak epitafium Jana Kantego Tarły.

### Kwestia herbu Pałuków
Wielkopolski ród Pałuków używał pierwotnie herbu wprawdzie podobnego, ale wyraźnie różniącego się od Topora. Józef Szymański zamieszcza następujący jego opis: w polu topór z krzyżykiem, może kawalerskim, zaćwieczonym na obuchu, barwy nieznane. Taki wizerunek zachował się na większości pieczęci Pałuków. Zachowała się też jedna pieczęć, gdzie w miejsce krzyżyka były dwa języki zakończone kulkami. Franciszek Piekosiński przytacza wizerunki obu wersji herbu, ale w lustrzanym odbiciu. Herb Pałuków, prawdopodobnie z racji podobieństwa do herbu znacznie potężniejszych małopolskich Toporczyków, zanikł na jego rzecz całkowicie na przełomie XIV i XV wieku. Istnieje teoria, jakoby nastąpiło to po odziedziczeniu (zapewne po kądzieli po Toporczykach) Chrobrza w ziemi wiślickiej. Jednak nie wszystkie linie weszły do tego rodu, a część z nich zachowała swoją odrębność, co wyrażali w używaniu dawnego herbu. Godło ich znamy wyłącznie z pieczęci, gdyż nie zostało odnotowane ani przez Długoszowe Klejnoty, ani przez inne herbarze. Świadczy to, że unifikacja rodu Pałuków z Toporczykami musiała nastąpić przed XV wiekiem.
Paweł Dudziński pisze natomiast, że unifikacja Pałuków z Toporczykami była skutkiem odgórnej decyzji podjętej przez Sędziwoja z Szubina.
Mimo znaczących rozbieżności w najstarszych wizerunkach herbów Toporczyków i Pałuków, Piekosiński w Kwartalniku Historycznym wyraził zdanie, według którego Pałukowie od początku byli Toporczykami. Jako uzasadnienie podaje, że nawet najuboższy szlachcic nie odmieniłby swego herbu na inny, nawet w perspektywie mając wzbogacenie. Gdyby tak było i herb Pałuków byłby formą Topora, wówczas należałoby rok najwcześniejszej wzmianki sfragistycznej o Toporze przesunąć do 1259. Ostatecznie jednak, Piekosiński się z tego zdania wycofał.
Herbu Pałuki miała też pierwotnie używać rodzina Danaborskich, wywodząca się od Pałuków, która wzięła swoje nazwisko od rodowej wsi Danabórz, oraz spokrewniona z nimi rodzina Białośliwskich z Białośliwia. Biorąc jednak pod uwagę, że właściwe polskie nazwiska szlacheckie zaczęły się wykształcać w XV i XVI wieku (czyli po zaniknięciu herbu Pałuki), rodziny te w momencie oddzielenia się od Pałuków musiały już używać herbu Topór.

### Znani herbowni
Obok szeroko rozpowszechnionych rodów takich jak Tęczyńscy, Ossolińscy, Korycińscy, Tarłowie i Pałukowie, które wydały wielu zasłużonych mężów stanu, również niektórzy członkowie pomniejszych rodzin używających Topora zapisali się w historii kraju. Z rodu Toporczyków-Pileckich, wywodziła się Elżbieta Granowska, córka wojewody sandomierskiego Ottona, trzecia żona Władysława Jagiełły. Topór nosił na tarczy Jan Nasian de Ostrowce, rycerz i swat Władysława Jagiełły, zdobywca chorągwi krzyżackiej pod Koronowem.
Herb Topór przysługiwał Walerianowi Nekandzie Trepce, synowi Hieronima, autorowi Liber generationis plebeanorum (Liber Chamorum).
Trzej członkowie rodziny Zabiełłów pełnili jednocześnie, w XVIII wieku funkcje generałów-lejtnantów wojska litewskiego. Niemal w tym samym czasie różne stanowiska w Koronie piastowali członkowie rodziny Grabowskich. W wieku XVIII żyli ponadto: Wojciech Morski – polityk, senator i poseł na Sejm oraz Mateusz Antoni Butrymowicz – sędzia grodzki piński i poseł na Sejm Czteroletni.
Z Toporczyków wywodził się także Wiktor Zbyszewski – doktor praw, adwokat krajowy i zarządca Rzeszowa oraz poeta i dramaturg Cyprian Kamil Norwid.

## Topór poza granicami Rzeczypospolitej

### Rosja
Rosyjski heraldyk Aleksandr Łakijer w swojej książce Heraldyka rosyjska z 1855 roku przytacza nazwiska rosyjskiej szlachty, która przejęła niektóre polskie herby. Wśród nich jest Topór. Autor nie wyjaśnia, w jaki sposób zachodziło takie przejmowanie. Pewne jest, że kilka polskich rodzin osiadło w Rosji. Rdzennie rosyjskie rody mogły zaś przyjmować polskie herby na zasadzie upodobniania wizerunków własnych. Herbem Topór miały według Łakiera pieczętować się rodziny:
Kaliński, Karmilicyn (Kormilicyn), Krasnopolski, Łowsieński.
Spośród tych nazwisk jedynie Karmilicyn nie figuruje w spisie polskich herbownych u Gajla.

## Występowanie w heraldyce terytorialnej
Toporczykowie, jako stary i zasłużony ród herbowy, posiadali wiele dóbr prywatnych, włączając w to całe miasta. Fakt związku z rodem został upamiętniony w kilkudziesięciu polskich herbach terytorialnych na terenach Małopolski, Sandomierszczyzny, Wielkopolski, także Rusi Czerwonej (dzisiejsza zachodnia część Ukrainy, województwo podkarpackie, część lubelskiego), a nawet na Podlasiu.

### Herby będące powtórzeniem rysunku Topora
Niemal niezmienionego Topora używają miasta: Krajenka, własność Danaborskich (zob. Herb Krajenki), Opole Lubelskie, co najmniej od XVII wieku w posiadaniu Tarłów, Rymanów, będący od XVIII w posiadaniu Ossolińskich (zob. Herb Rymanowa), Stawiski, które posiadali jeszcze w XX wieku Kisielniccy, oraz Toporów na ziemi lwowskiej, założony przez Jana z Tęczyna. Chyrów, obecnie na Ukrainie, ma od początku za herb Topór Tarłów. Przed II wojną światową był on merytorycznie identyczny z Toporem, obecnie jego barwy są odmienne. Ponadto Topora używały dawne miasta – Klimontów, należący do Ossolińskich, Końskowola, należąca do Tęczyńskich (z odmianą pola na błękitne) i Zaklików, założony przez ród Zaklików. Fakt ten upamiętniono w herbach gmin, których siedzibami są te trzy wsie. Statusu miasta nie miała nigdy posiadłość Żegotów – Żegocina, siedziba gminy. Gmina ta ustanowiła za swój herb pełne przedstawienie Topora – z labrami i klejnotem, ale w lustrzanym odbiciu.

### Herby używające Topora w połączeniu z innymi godłami
Do Topora nawiązują następujące herby:
- Herb gminy i miasta Krzeszowice zawiera Pilawę Potockich i Topór Tęczyńskich
- Herb Leszna łączy Wieniawę Leszczyńskich, Sulimę Sułkowskich i Topór Tęczyńskich
- Herb gminy i miasta Wągrowiec ma w jednym z czterech pól Topór Pałuków[63]. Z herbu Pałuków skorzystano też przy projektowaniu herbu powiatu wągrowieckiego[64]
- Herb Żabna zawiera Topór Tęczyńskich – drugich po Leliwitach właścicieli miasta
- Herb Mikołajowa, miasta dawniej w posiadaniu Tarłów, zawiera topór
- Herb Mostów Wielkich, obecnie na Ukrainie, zawiera Topór Tęczyńskich, którzy przyczynili się do lokacji miasta[65]
- Lew w herbie Białołęki trzymał w łapie topór z herbu Ossolińskich, którzy przyczynili się do rozwoju Tarchomina. Wraz z utratą podmiotowości przez gminę herb przestał obowiązywać
- Gmina Białośliwie, gniazdo Białośliwskich, ustanowiła herb łączący godła mówiące z Toporem
- Nowy herb gminy Liszki składa się z trzech godeł, z których jednym jest Topór[66]
- Herb gminy Łańcut zawiera dwa topory jako nawiązanie do herbu Pileckich[67]
- Herb gminy Markowa nawiązuje do herbu Ottona z Pilczy oraz do sposobu założenia wsi na terenie gminy (lokacja na surowym korzeniu).
- Topór jest jednym z godeł herbu gminy Mielec, na której terenie znaczne wpływy posiadali Tęczyńscy[68]
- Gmina Mircze przyjęła herb, który zawiera m.in. Topór Tęczyńskich – założycieli dawnego miasta na terenie gminy – Kryłowa[69]
- Herb gminy Sterdyń ma w górnym polu topór z herbu Ossolińskich[70]
- Jednym z elementów herbu gminy Nawojowa jest topór jako nawiązanie do Nawoja z Tęczyna
- Herb gminy Tarłów, dawnego miasta założonego przez Tarłów, zawiera m.in. topór[71]
- Herb gminy Wilczyce nawiązuje do św. Katarzyny, zawiera godła mówiące oraz topory z herbów Zaklików i Tułowskich[72]
- Herb gminy Zabrodzie nawiązuje do Topora Cypriana Kamila Norwida jedynie barwą pola
- Skomplikowany herb gminy Zębowice zawiera małą tarczkę z Toporem Paczyńskich[73]

Ponadto niepewne związki z Toporem mają herby: Limanowej, gminy Trzcinica i gminy Nowe Brzesko. W tym pierwszym pochodzenie topora w herbie jest nieznane, możliwe, że zaczerpnięto go od Tęczyńskich. Na terenie drugiej gminy wpływy mieli Okszowie (ród Okrzów) i Toporczykowie (ród Trzcińskich), zatem nie ma pewności, czy herb gminy nawiązuje do Okszy, czy do Topora. Użytej w nim figurze bliżej jest do topora. W tym trzecim topór nawiązuje bezpośrednio do herbu dawnego miasta Nowego Brzeska. Możliwe, że miasto to używało Topora Tęczyńskich i Ryterskich, z tynkturą odmienioną na błękit, ale nie ma co do tego pewności.

## Odmiany, wersje alternatywne i utytułowane
Toporczykowie, zwani Starżami, rzekomo dla antyczności rodu, bywali niejednokrotnie doceniani przez obcych monarchów, którzy nadawali im tytuły arystokratyczne. Jako książęta, hrabiowie i baronowie obdarowani otrzymywali zazwyczaj dodatki do herbów w postaci zaszczytnych godeł, płaszczy i koron rangowych.
Do godności książąt zostali wyniesieni Jerzy i Maksymilian Ossolińscy, co zaowocowało powstaniem herbu Ossoliński Książę.
Niektóre linie Ossolińskich otrzymały też austriackie tytuły hrabiowskie. Charakterystyczne dodatki dla hrabiów nadawane wówczas w Austrii (dwugłowe orły, lew w tarczy sercowej) w połączeniu z Toporem dały herb Ossoliński Hrabia. Niemal identyczny merytorycznie był herb hrabiowski Tęczyński Hrabia rodu Tęczyńskich, nadany w tym samym kraju. Inne herby hrabiowskie Toporczyków to Dzierzbicki, Grabowski, Morski i Zabiełło. Z herbów tych wszystkie, oprócz przynależnego hrabiom Zabiełłom, były zwykłymi Toporami z oznakami godności hrabiego. Herb Zabiełłów miał dodatek w postaci rogaciny podwójnie przekrzyżowanej.
Jeden Toporczyk, Wincenty Jakubowski, używający odmiany Topora, otrzymał tytuł barona, czego efektem było powstanie herbu Jakubowski Baron. Herb ten, opisany jako odmiana Topora przez Ostrowskiego, nie został uznany za odmianę przez Tadeusza Gajla.
Oprócz tego istniał szereg odmian „zwykłych”, wykształconych w wyniku powiązań dynastycznych, błędów przekazu, nobilitacji itp. Tadeusz Gajl wymienia następujące odmiany:
Gumowski, Jakubowski (herb z nobilitacji w 1764), Jakubowski (herb z nobilitacji w 1790), Morawicki, Paczeński, Topór odmienny (nazwa za Szymańskim, Gajl niesłusznie opisuje go jako herb własny Tarłów). Ponadto u Gajla znaleźć można cztery odmiany wspominane wyżej – z polami złotym i błękitnym, w odbiciu lustrzanym i klejnotem na opak w skos. Nie są one skojarzone z żadnymi rodami ani odrębnymi nazwami.
Juliusz Karol Ostrowski opisuje jeszcze jako odmianę herb Deciusz, czego nie czyni Tadeusz Gajl, a także podaje odmianę herbu Paczeński – Paczeński II.

### Rzekomy związek z herbem Starykoń
Legenda herbowa podana przez Długosza, przytaczana m.in. przez Niesieckiego jako początek herbu Starykoń, twierdzi, że herb ten wywodzi się od Topora. Założycielem rodu Starychkoni miał być Żegota, który, nieobecny przy podziale majątku przez braci, został przez nich pokrzywdzony. Na znak protestu miał on po powrocie z podróży wyrzec się herbu Topór, za godło przyjmując siwego konia, który służył mu wiernie w drodze. Na pamiątkę związku z Toporczykami Żegota pozostawił jednak w klejnocie topór.
Jakkolwiek historia przekazana w legendzie nie musi być prawdziwa, Franciszek Piekosiński uważa wspólne pochodzenie Starychkoni i Toporczyków za prawdopodobne. Podaje teorię jakoby oddzielenie Starychkoni nastąpiło w wyniku podziału rodu na stronników i przeciwników władzy książęcej w Polsce. Jako dowód przytacza dokument Kazimierza Wielkiego z 1366, który mówi, że oba rody pochodzą „od wspólnego dziada”.
Prawdziwość legendy podważa fakt, że topór nie był pierwotnym klejnotem herbu Starykoń. Józef Szymański, rekonstruując jego średniowieczną wersję, podaje w klejnocie głowę kozią, z szyją.
| Odmiany arystokratyczne herbu Topór | Odmiany zwykłe herbu Topór |  |  |